# Whistler (Britská Kolumbie)
Whistler je město a součást lyžařského střediska Whistler-Blackcomb v kanadské provincii Britská Kolumbie. V roce 2006 zde žílo 9 248 obyvatel. Do města a lyžařského střediska zavítá ročně 2 miliony návštěvníků. Whistler leží u dálnice Highway 99, přibližně 44 kilometrů na sever od města Squamish.
Město Whistler vyhrálo několik designérských ocenění za svoji architekturu a mnohokrát bylo označené lyžařskými časopisy za jednu z nejlepších lyžařských oblastí v Severní Americe za posledních 15 let.

## Dějiny města

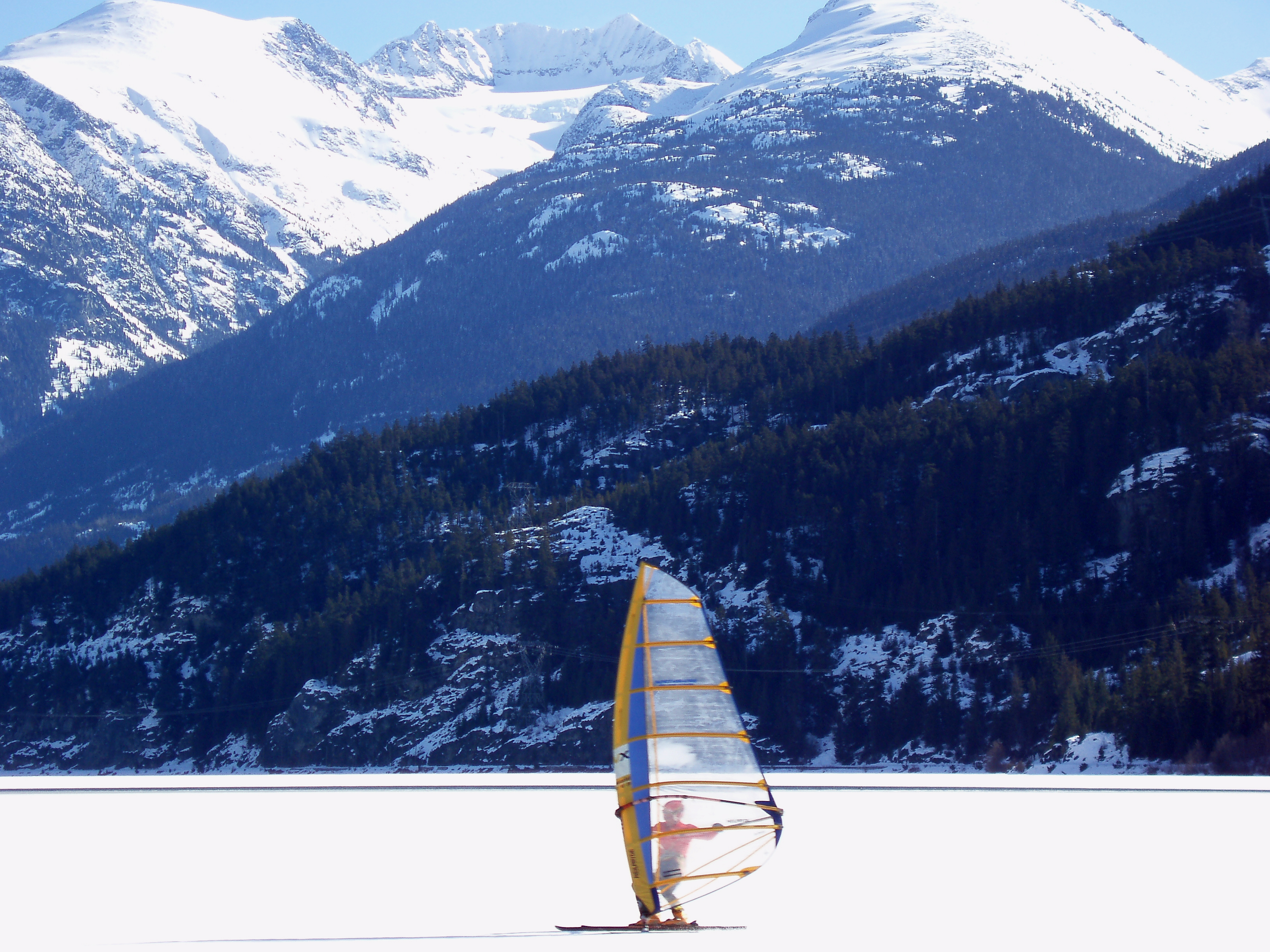
Zamrznuté jezero Green Lake u města Whistler

Údolí Whistler Valley bylo tradiční obchodní cestou indiánů z kmene Squamish už dávno před příchodem Evropanů. První průzkum, jenž uskutečnila britská Royal Navy, se datuje do období 60. let 19. století. Pojmenovali tuto oblast jako London Mountain, kvůli hvízdání místního druhu sviště se však začala neoficiálně nazývat Whistler. Koncem 19. století skrz údolí osadníci prosekali cestu, která spojila Lillooet skrz Pemberton s fjordem Burrard a skrz průsmyk ze Squamishu k řece Seymour. Cestu dokončili v roce 1877, avšak kvůli jejímu náročnému terénu byla pouze jednou využita pro účel, pro který ji postavili – jako cesta pro hnaní dobytka. Okolí Whistleru začalo přitahovat lovce kožešin a prospektory (jako například Johna Millara a Henryho Horstmana), kteří na počátku 20. století v oblasti založili malé tábory. V roce 1914 Myrtle a Alexa Philip koupili 4 hektary půdy u jezera Alta Lake a postavili zde chatu Rainbow Lodge. Philipovi přišli z amerického státu Maine do Vancouveru v roce 1910. Když slyšeli od Johna Millara zvěsti o přírodní kráse této oblasti, rozhodli se sem přestěhovat. Díky nim se oblast v okolí Whistleru stala populární.
Dokončení výstavby železnice Pacific Great Eastern Railway (jak se před rokem 1972 nazývala BC Rail) zkrátilo dobu cesty z tehdejších tří dní a umožnilo jednodušší přístup do oblasti z Vancouveru. Rainbow Lodge získala reputaci nejpopulárnější destinace pro dovolenou na západ od Skalnatých hor. Chata sloužila hlavně v létě, kdy rybolov a turistika patřili mezi nejčastější odpočinkové aktivity. Zanedlouho vznikaly v okolí další chaty a to nejen u jezera Alta Lake, ale i u dalších jezer v údolí. Turistika nebyla jedinou činností, která zaznamenala prudký rozvoj, v údolí taktéž výrazně stoupla těžba dřeva a během první poloviny 20. století byla většina nižších svahů okolních hor bez původního lesního porostu. V horní části údolí, okolo jezera Green Lake stály čtyři pily. Probíhaly zde i pokusy o hledání zlata a lovení zvířat do pastí, avšak z těchto aktivit neplynul žádný velký zisk.
Až do konce 60. let neexistovala v této oblasti téměř žádná infrastruktura, nebyla zde žádná kanalizace, voda, elektřina a žádná cesta ze Squamishu, či Vancouveru. V roce 1962 prozkoumali tuto oblast čtyři obchodníci z Vancouveru. Měli zájem o vybudování lyžařského střediska a sportovišť pro zimní olympiádu v roce 1968. Za tímto účelem vznikla společnost Garibaldi Lift Company, jejíž akcie se prodávaly na burze a v roce 1966 se lyžařské středisko na Whistler Mountain otevřelo pro veřejnost.

## Příprava na Olympijské hry v roce 2010
Město spolupracovalo na přípravě sportovišť pro budoucí zimní olympijské a paralympijské hry v roce 2010. Ve Whistleru probíhaly soutěže v alpském rychlostním a klasickém lyžovaní, ve sjezdech v nedalekém údolí Callaghan Valley a všechny paralympijské soutěže, s výjimkou zahajovacího ceremoniálu, sledge hokeje a curlingu na kolečkovém křesle. Olympijská a paralympijská vesnice byla postavena v údolí Cheakamus Valley, vzdáleném 20 minut od všech sportovišť ve Whistleru. Hostila přes 2400 sportovců, trenérů a zaměstnanců olympijského výboru. Po ukončení her bude přestavěna na novou obytnou čtvrť. Přípravné práce skončily v listopadu 2006. Výstavba cest a infrastruktury započala 1. dubna 2007. Stavba olympijské vesnice byla zahájena na jaře 2007, společně s výstavbou střediska Whistler Athlete Centre. Dokončení vesnice bylo naplánováno na léto roku 2009.

## Zajímavosti
- Kódové označení Windows XP bylo Whistler
- Kódové označení Windows Vista bylo Longhorn, je to jméno baru na úpatí hory Whistler Mountain
- Kódové označení Windows Seven bylo Blackcomb